# Parambassis siamensis
Parambassis siamensis és una espècie de peix pertanyent a la família dels ambàssids.

## Descripció
- Fa 6 cm de llargària màxima (normalment, en fa 4).[3][4][5]

## Reproducció
És ovípar.

## Hàbitat
És un peix d'aigua dolça, demersal i de clima tropical.

## Distribució geogràfica
Es troba a la conca del riu Mekong i d'altres rius a Tailàndia, la península de Malaca i Java (Indonèsia). Ha estat introduït a Singapur.

## Observacions
És inofensiu per als humans.